# SAB-100MN
SAB-100MN (ros. САБ-100МН) – radziecka bomba oświetlająca. Po zadziałaniu zapalnika z korpusu bomby wyrzucane jest siedem ładunków oświetlających opadających na spadochronach.